# قایق نجات کلاس تمار
لایف‌بوت کلاس تمار (به انگلیسی: Tamar-class lifeboat) یک کلاس از کشتی است که طول آن ۱۶ متر (۵۲ فوت) می‌باشد.